# 捷克—俄羅斯關係
捷克共和国-俄罗斯关系（捷克語：Česko-ruské vztahy）是指捷克共和国和俄罗斯联邦之间的双边外交关系。
在捷克斯洛伐克时期，同属共产主义国家的捷克曾经与苏联拥有紧密的关系，布拉格之春政治改革期间，蘇聯及華沙條約成員國入侵了捷克斯洛伐克。在冷战结束后，捷克相继加入欧盟、北约等国际组织，两国渐行渐远。再加上受2014年俄羅斯兼併克里米亞、2014年捷克軍火庫爆炸事件、2018年英國前俄羅斯間諜毒殺案及2022年俄羅斯入侵烏克蘭等事件影響，两国关系大幅恶化。2021年5月，俄羅斯將捷克列為不友好國家。此外，在2022年俄國入侵烏克蘭後，捷克亦於同年10月25日起，禁止所有俄羅斯公民入境。

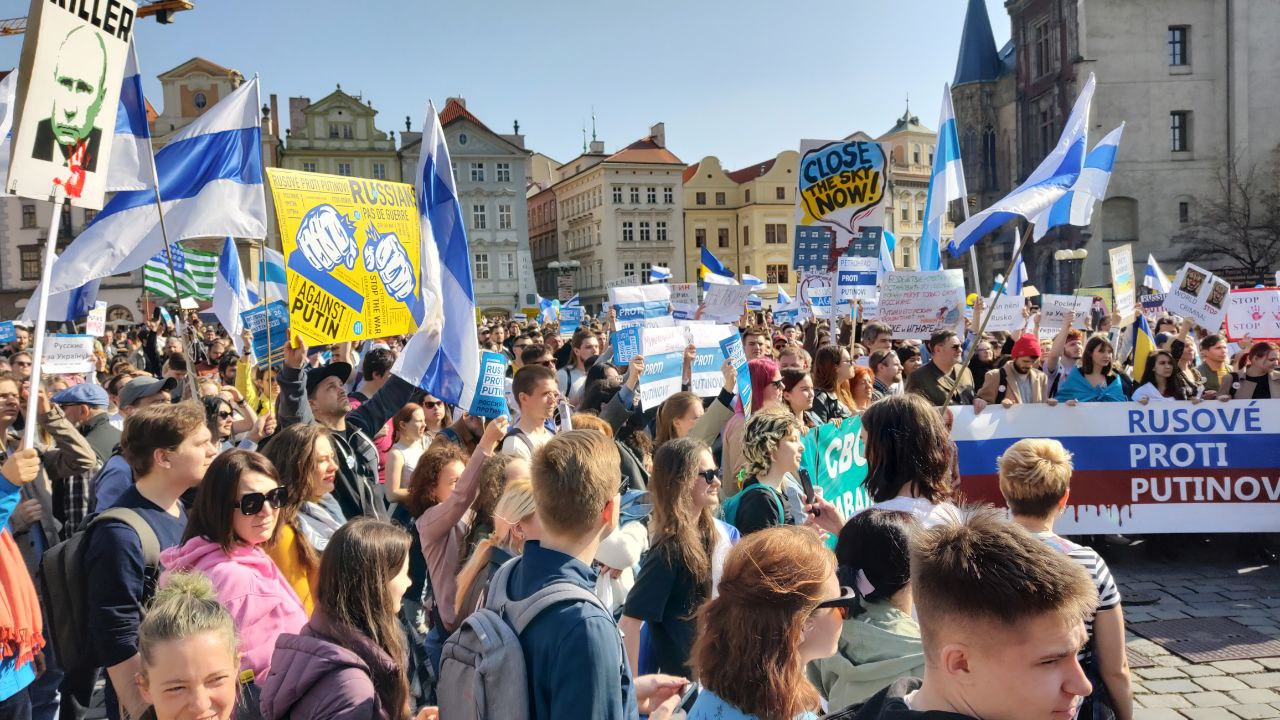
2022年俄羅斯入侵烏克蘭期間，捷克布拉格舉行的反俄遊行

捷克共和国在莫斯科設有大使馆。俄罗斯联邦在布拉格设有大使馆。

## 軼事

捷克共和國（淺綠色）和宣稱的克拉洛韋茨州（實為俄羅斯加里寧格勒州）（深綠色）位置圖

2022年9月27日，捷克諷刺網站AZ247.cz發起請願，要求捷克派遣士兵到加里寧格勒州，舉行吞併公投，並讓該地區正式成為捷克的一部分，更名為克拉洛韋茨州，從而獲得出海口，之後並宣稱公投以98%的讚成票數通過。這被視為是對於俄羅斯入侵烏克蘭期間吞併頓涅茨克州、赫爾松州、盧甘斯克州和扎波羅熱州及併吞公投的回應。